# Galactic Suite
Galactic Suite est un projet privé de station spatiale lancé en 2008 destinée à être utilisé comme hôtel orbital. La société Galactic Suite Limited de Madrid, en Espagne, qui soutient ce projet, prévoyait que la station soit opérationnelle en 2012, et a déclaré que des investisseurs ont manifesté leur intention de financer la station. Cependant, les critiques ont fait valoir que l'échéance proposée était déraisonnable et qu'aucun composant n'avait été encore produit.

## Historique
La station a commencé comme un passe-temps pour Xavier Claramunt, directeur de Galactic Suite Limited et ancien ingénieur en Ingénierie et technologie spatiale. Galactic Suite est entré en développement après qu'un passionné d'espace anonyme ait investi 3 milliards de dollars pour construire la station spatiale. Une société américaine ayant pour but de coloniser Mars a investi dans le projet, et des discussions seraient en cours avec d'autres investisseurs privés du Japon, des États-Unis et des Émirats arabes unis,.

## Projet
La conception de Galactic Suite fait appel à un module central avec quatre modules rayonnants, offrant trois chambres pour six clients à la fois. Claramunt dit que, bien que ce sera un défi de concevoir une salle de bains qui fonctionne en microgravité, les douches peuvent être prises dans une salle de spa avec des bulles d'eau flottantes. La question de se déplacer dans l'espace sera résolu par le port de vêtements en Velcro et adhérant aux parois du module, semblables à leur utilisation dans le film 2001, l'Odyssée de l'espace. La station tournera autour de la Terre en 80 minutes, fournissant 15 cycles nuits et jours pour 24 heures. Claramunt dit que la construction de la station débutera en octobre 2008, et que la société européenne EADS Astrium sera chargée de la construction des modules et autres équipements.
La compagnie a déclaré qu'un séjour de trois jours coûtera 4 millions de dollars par client; en incluant, dans ce prix, une intensive formation de l'espace de huit semaines sur une île tropicale. Des études de la société ont révélé que 40 000 personnes dans le monde sont capables de bénéficier d'un tel séjour.
La société élabore également un port spatial d'entraînement des astronautes qui sera basé dans les Caraïbes. Le port spatial abritera également un système de lancement nouveau construit avec la sécurité et l'environnement à l'esprit.

## Critiques
Certains experts, dont Thomas Bouvet (Fédération internationale d'astronautique), Mark Homnick (4Frontiers Corporation (en)) et Juan de Dalmau (Centro Tecnológico para la Industria Aeronáutica y del Espacio) sont sceptiques. Ils ont soulevé des inquiétudes, Galactic Suite serait incapable de répondre à l'objectif de 2012, car aucun matériel n'a été construit et testé. L'investissement à la société est un problème car ils n'ont pas révélé l'identité de leurs investisseurs, et l'investissement ne semble pas être suffisant pour couvrir tous les besoins du projet, par exemple, la navette suborbitale proposé par EADS Astrium coûterait 1 milliard d'euros, et la transformation du véhicule automatique de transfert européen de l'ESA en un engin capable de transporter des personnes dans l'espace coûterait € 2,3 milliards. En outre, EADS Astrium affirme n'avoir aucune information concernant le projet Galactic.